# Mittelstetten (Landsberg am Lech)
Mittelstetten ist ein etwa 1,5 Kilometer südlich von Erpfting gelegenes Gut, das zur Stadt Landsberg am Lech gehört und seit August 2007 auch im Besitz der Stadt Landsberg ist.

## Geographie
Gut Mittelstetten liegt unmittelbar am Fuß der bewaldeten oberen Lechleite. Zum Gut gehören ein 1826 erbautes Gutshaus mit Schlosscharakter sowie ein dreiflügeliger Ökonomiehof.

## Gut
Zum landwirtschaftlichen Gut gehören heute eine Reihe von Nebengebäuden, rund 100 Hektar Acker- und Grünlandflächen sowie rund 40 Hektar Wald und 30 Hektar sonstige Flächen zwischen Erpfting und Ellighofen. Dazu gehören zum Gut eine Schnapsbrennerei mit zugehörigen Rechten, Wasserrechte am Wiesbach und Jagdrechte im zum Gut gehörenden Wald.
Für die Schnapsbrennerei existiert ein markanter Kamin, daneben gibt es noch eine Reihe Wirtschafts- und Wohngebäude rund um das Gut. Westlich des Gutes gibt es zwei künstliche Weiher, die von Quellen in den Hängen der Lechleite versorgt werden und als Vorhaltebecken für den Betrieb von Mühle und Sägewerk dienten. An Stelle einer früheren Ölmühle wurde ein Sägewerk gebaut, das bis Ende der 1960er Jahre in Betrieb war.
Westlich von Gut Mittelstetten liegen Reste einer Turbinenanlage am Wiesbach, die wohl ebenfalls zum Gut gehörte.
Der Gutshof ist ein dreigeschossiger Walmdachbau, der um 1826 anstelle eines vermutlich kleineren Vorgängergebäudes errichtet wurde. 1939 wurden im Haus Landarbeiterwohnungen eingerichtet. 1957 wurde südlich des Hauses ein weiteres Arbeiterwohngebäude gebaut.

## Geschichte
Mittelstetten wird erstmals 1242 erwähnt, als Konrad von Lechsberg mit seinen Gütern an das Kloster Irsee lehnbar gemacht wurde. 1532 wurde es in Eigentum gewandelt, die Namen der Eigentümer seit 1596 sind bekannt.
Der Name Mittelstetten dürfte sich von der Lage des Gutes zwischen den Orten Ellighofen und Erpfting ableiten.

### Erwerb durch die Stadt Landsberg
Das Gut war bis August 2007 in sanierungsbedürftigem Zustand vermietet und wurde danach für rund vier Millionen Euro an die Stadt Landsberg verkauft, die mit dem Erwerb des Gutes für Ausgleichsflächen für das 2006 ausgewiesene Industriegebiet Frauenwald sorgte und in der Folge weite Teile der bisherigen Ackerflächen vor allem mit Laubwald aufforsten ließ.